# Armoricaphyton
Armoricaphyton Strullu-Derrien, 2014 es un género de Tracheophyta perteneciente a la subdivisión Euphyllophyta. Los restos fósiles de la única especie conocida en el género, Armoricaphyton chateaupannense Strullu-Derrien, 2014, fueron hallados en un yacimiento de la Formación Chalonnes comprendido entre los periodos Pragiense final y Emsiense temprano del Devónico inferior en las proximidades de la Bahía de Gaspé, en las proximidades de la localidad de Montjean-sur-Loire, Maine-et-Loire, Francia
Género y especie son conocidos, junto a Franhueberia, como los vegetales más antiguos con crecimiento secundario. Morfológicamente Armoricaphyton presenta una serie de tallos erectos y lisos con ramificación anisótoma en inserción aguda. Su cilindro vascular está formado por una estela de tipo haplostela con xilema primario, metaxilema, haces de xilema secundario y esteroma. Se han asociado a los fósiles una serie de esporangios pareados ovoides a fusiformes.

## Descripción
Los restos conocidos del género Armoricaphyton parecen corresponder a la parte apical de la planta de modo que las zonas basales, incluyendo el sistema radicular no se conserva. Asociados a los ejes en varias muestras, aunque no en conexión directa, aparecen pares de esporangios fusiformes de 6 mm de largo enrollados helicoidalmente y con dehiscencia desconocida que se supone corresponden a esta planta. Armoricaphyton posee ejes desnudos de sección circular a oval, con entre 1,5 y 2,5 mm de diámetro y, al menos, 12 cm de longitud en el fósil más completo. Los ejes presentan ramificaciones de hasta segundo orden bifurcadas, con crecimiento anisótomo y pseudoponopodial y un ángulo de inserción de 120°. Estas ramificaciones de segundo orden aparecen en el eje principal cada aproximadamente 15 mm y presentan un diámetro de entre 0,8 y 1,5 mm. Varias de las ramificaciones primarias y secundarias presentan una marcada estriación longitudinal que se ha interpretado como un reflejo de la organización de su cilindro vascular.
Las permineralizaciones de los ejes indican que Armoricaphyton presenta una estela de tipo haplostela formada por un cilindro de xilema primario con maduración centrarca. Más al exterior aparece un metaxilema formado en algunos especímenes por una capa de diez traqueidas de grosor alineadas radialmente. Estas traqueidas poseen una sección levemente rectangular y un diámetro radial de 15 a 100 μm y tangencial de 15 a 75 μm. En algunas muestras aparecen haces de traqueidas de formas y tamaños variables alineadas con las del metaxilema formando un patrón radial. Las traqueidas presentan punteaduras con patrón de engrosamiento escaleriforme y una lámina perforada sobrepuesta originada por la célula adyacente. Estos haces han sido interpretados como producto de divisiones periclinales y deben corresponderse con xilema secundario originado a partir de un cámbium vascular que no se observa. Este cámbium debe ser también el responsable de parte de las traqueidas de las capas concéntricas del metaxilema por división anticlinal tal y como se conoce estuvo presente en el orden Cladoxylopsida, en Progymnospermae y varias plantas actuales.
Más allá del cilindro central se conservan pocos tejidos. En los ejes conocidos el floema no se ha podido observar. En algunas muestras que no han desarrollado un xilema secundario aparece una capa de una célula de grosor formado por traqueidas grandes, con una gruesa pared celular. Esta capa es el esteroma, un tejido de sostén formado por colénquima y esclerénquima. Tanto la capa de esteroma como las traqueidas de xilema secundario presentan la misma conservación por lo que se supone que ambas están lignificadas.

## Distribución y hábitat
Los restos de Armoricaphyton chateaupannense fueron localizados en la Formación Chalonnes situada en el macizo de Armórica, originado durante la Orogenia varisca. Durante el Devónico la zona ocupó una región del margen norte de Gondwana. Los análisis geológicos llevados a cabo muestran que el horizonte geológico que presenta los fósiles estaría datado entre finales del periodo Pragiense y principios del Emsiense hace aproximadamente 407 millones de años.

## Taxonomía
Etimológicamente tanto el nombre de género asignado, Armoricaphyton, como el epíteto específico, chateaupannense, hacen referencia al lugar en el que fueron localizados sus restos. El primero al Macizo de Armórica, y el segundo a la cantera de Châteaupanne cerca de la ciudad de Montjean-sur-Loire, Maine-et-Loire, Francia. Tan solo se conoce una especie coetánea a Armoricaphyton que presente crecimiento secundario de características similares, Franhueberia, además de dos restos vegetales muy fraccionarios de la misma localidad que esta. Dejando aparte el xilema secundario y considerando las características de la estela los géneros devónicos que poseen un xilema primario similar a Armoricaphyton son Psilophyton, especialmente las especies Psilophyton dawsonii y Psilophyton crenulatum, y Zygopteris.
A pesar de no observarse en ninguno de los restos conocidos la presencia de floema primario o secundario la posesión de un xilema primario de maduración mesarca, ramificaciones pseudomonopodiales, patrón de engrosamiento escaleriforme en las punteaduras de las traqueidas y xilema radial indican que, probablemente, Armoricaphyton esta estrechamente relacionado con el clado Euphyllophyta. Esta adscripción es consecuente aún en el caso de que la especie no tenga floema secundario pues algunos representantes de Euphyllophyta, como Cladoxylopsida o Sphenopsida tampoco lo presentan.